# Промінь (газета, Краснокутськ)
«Промінь» — україномовна громадсько-політична газета, що виходила у селищі Краснокутськ Богодухівського району Харківської області України. Тижневик. Виходила щосуботи. До ліквідації Краснокутського району (у 2020 році) була «районкою» — районною газетою Краснокутського району. У друкованому вигляді припинила виходити у 2023 році, сайт газети припинив оновлення новин — у 2024.

## Історія
Газета виходила із 1930 року. Формат — чотири аркуші А3.
Виходила щосуботи.
У друкованому вигляді припинила виходити у 2023 році, сайт газети припинив оновлення новин — у 2024.

## Зміст
Основне наповнення — новини, місцева самоврядність, соціальні проблеми, економіка, сільське господарство, програма телепередач.

## Редактори
- Л.Я. Коростишевський (початок 2000-х)